# Victor French
Victor French (Santa Barbara, 4 dicembre 1934 – Los Angeles, 15 giugno 1989) è stato un attore statunitense.
È noto per aver preso parte a serie televisive di successo come La casa nella prateria e Autostop per il cielo, sempre come comprimario di Michael Landon.

## Biografia

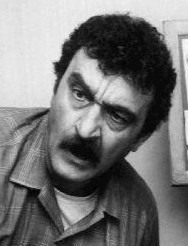
Victor French

Figlio di Victor Trenwith "Ted" French (1899-1978) e Nellie Louise Cowles (1906-1987), suo padre fu un noto stuntman e attore in molte produzioni western negli anni quaranta. Anche Victor iniziò come stuntman, ma ben presto ebbe parti secondarie in noti film, come ad esempio I magnifici sette (1960), in cui interpretò un sacerdote.
French è noto per il ruolo del burbero Isaiah Edwards nella serie La casa nella prateria, con Michael Landon, negli anni tra il 1974 e il 1984 (tranne il periodo 1979-1981, in cui fu protagonista in un altro telefilm), dirigendo anche qualche episodio. Successivamente interpretò Mark Gordon, un angelo inviato sulla Terra per risolvere casi problematici, nella serie Autostop per il cielo, sempre insieme a Landon.
La sua morte avvenne nel 1989, per un cancro ai polmoni, dopo una battaglia di tre mesi, all'età di 54 anni. Lo stesso Landon, due anni dopo, morì per un cancro al pancreas.

## Filmografia parziale

### Cinema
- I magnifici sette (The Magnificent Seven), regia di John Sturges (1960)
- Gli avamposti della gloria (The Quick and the Dead), regia di Robert Totten (1963)
- Quella nostra estate (Spencer's Mountain), regia di Delmer Daves (1963)
- Un uomo chiamato Charro (Charro!), regia di Charles Marquis Warren (1969)
- Ultima notte a Cottonwood (Death of a Gunfighter), regia di Don Siegel, Robert Totten (1969)
- Uomini e cobra (There Was a Crooked Man...), regia di Joseph L. Mankiewicz (1970)
- Sergente Flep indiano ribelle (Flap), regia di Carol Reed (1970)
- Rio Lobo, regia di Howard Hawks (1970)
- Uomini selvaggi (Wild Rovers), regia di Blake Edwards (1971)
- Chi è l'altro? (The Other), regia di Robert Mulligan (1972)
- Chato (Chato's Land), regia di Michael Winner (1972)
- Il mediatore (The Nickel Ride), regia di Robert Mulligan (1974)
- The House on Skull Mountain, regia di Ron Honthaner (1974)
- I fantasmi di Buxley Hall (The Ghosts of Buxley Hall), regia di Bruce Bilson (1980)
- Ufficiale e gentiluomo (An Officer and a Gentleman), regia di Taylor Hackford (1982)

### Televisione
- TV Reader's Digest – serie TV, episodio 1x21 (1955)
- Hazel – serie TV, 1 episodio (1961)
- The Donna Reed Show – serie TV, 1 episodio (1962)
- G.E. True – serie TV, episodio 1x01 (1962)
- Il virginiano (The Virginian) – serie TV, episodi 1x13-2x26 (1962-1964)
- Bonanza – serie TV, episodi 4x11-11x09 (1962-1969)
- Hawaiian Eye – serie TV, episodio 4x19 (1963)
- Dakota (The Dakotas) – serie TV, episodio 1x08 (1963)
- La legge del Far West (Temple Houston) – serie TV, episodio 1x03 (1963)
- The Crisis (Kraft Suspense Theatre) – serie TV, episodio 1x04 (1963)
- Indirizzo permanente (77 Sunset Strip) – serie TV, episodio 5x23 (1963)
- Selvaggio west (The Wild Wild West) – serie TV, episodio 1x06 (1965)
- Gli uomini della prateria (Rawhide) – serie TV, episodio 8x07 (1965)
- Carovane verso il West (Wagon Train) – serie TV, episodio 8x25 (1965)
- Gli eroi di Hogan (Hogan's Heroes) – serie TV, 1 episodio (1965)
- Mister Ed, il mulo parlante (Mister Ed) – serie TV, episodio 6x06 (1965)
- Slattery's People – serie TV, episodio 2x07 (1965)
- Il dottor Kildare (Dr. Kildare) – serie TV, 1 episodio (1965)
- Ben Casey – serie TV, episodio 5x12 (1965)
- Il mio amico marziano (My Favorite Martian) – serie TV, episodio 3x14 (1965)
- Lassie – serie TV, 2 episodi (1965-1966)
- Get Smart – serie TV, 7 episodi (1965-1966)
- Branded – serie TV, episodio 2x32 (1966)
- Batman – serie TV, 1 episodio (1966)
- Un eroe da quattro soldi (The Hero) – serie TV, 11 episodi (1966)
- Death Valley Days – serie TV, 2 episodi (1966-1967)
- Gunsmoke – serie TV, 18 episodi (1966-1975)
- Tarzan – serie TV, episodio 1x20 (1967)
- I forti di Forte Coraggio (F Troop) – serie TV, 1 episodio (1967)
- Iron Horse – serie TV, episodio 1x25 (1967)
- Capitan Nice (Captain Nice) – serie TV, episodio 1x11 (1967)
- The Beverly Hillbillies – serie TV, 1 episodio (1967)
- Cimarron Strip – serie TV, episodio 1x10 (1967)
- The Danny Thomas Hour – serie TV, episodio 1x10 (1967)
- Daniel Boone – serie TV, 4 episodi (1967-1970)
- F.B.I. (The F.B.I.) – serie TV, 3 episodi (1967-1973)
- L'orso Ben (Gentle Ben) – serie TV, episodio 2x04 (1968)
- Missione impossibile (Mission: Impossible) – serie TV, episodi 2x24-6x03 (1968-1971)
- Lancer – serie TV, episodio 1x25 (1969)
- Dan August – serie TV, 1 episodio (1970)
- Mannix – serie TV, 2 episodi (1970-1974)
- Longstreet – serie TV, 1 episodio (1971)
- Le strade di San Francisco (The Streets of San Francisco) – serie TV, episodio 1x14 (1973)
- Kung Fu – serie TV, episodio 1x15 (1973)
- A tutte le auto della polizia (The Rookies) – serie TV,  1 episodio (1973)
- Una famiglia americana (The Waltons) – serie TV, 1 episodio (1974)
- La casa nella prateria (Little House on the Prairie) – serie TV, 59 episodi (1974-1983)
- Sara – serie TV, 1 episodio (1976)
- Petrocelli – serie TV, 1 episodio (1976)
- CHiPs – serie TV, episodio 3x02 (1979)
- Disneyland – serie TV, 3 episodi (1980-1981)
- Autostop per il cielo (Highway to Heaven) – serie TV, 111 episodi (1984-1989)

## Doppiatori italiani
Nelle versioni in italiano delle opere in cui ha recitato, Victor French è stato doppiato da:
- Vittorio Di Prima in Uomini e cobra, Rio Lobo
- Dario De Grassi in La casa nella prateria (ep. 2x22, st. 3 e 9), Autostop per il cielo
- Roberto Villa in Un uomo chiamato Charro
- Carlo Romano in Uomini selvaggi
- Mario Feliciani in Chi è l'altro?
- Renato Mori in Chato
- Ferruccio Amendola in Le strade di San Francisco
- Emilio Marchesini in La casa nella prateria (st. 1-2)
- Andrea Lala in La casa nella prateria (ep. 8x08, 8x11)
- Riccardo Garrone in La casa nella prateria (ep. 8x19, 8x21-8x22)